# Thank God It's Friday (film)
Thank God It's Friday is een Amerikaanse discofilm uit 1978 onder regie van Robert Klane, met in de hoofdrollen onder anderen Jeff Goldblum, Donna Summer en Valerie Landsburg. Speciale gasten zijn de Commodores.

## Personages
De film beslaat een vrijdagavond in discotheek The Zoo in Los Angeles, getoond door de ogen van verschillende personages:
| Acteur            | Personage     | Beschrijving |
| ----------------- | ------------- | --- |
| Jeff Goldblum     | Tony Di Marco | Eigenaar van The Zoo. Een echte playboy die vooral enorm op zijn dikke auto (en zijn privéparkeerplaats) gesteld is.      |
| Ray Vitte         | Bobby Speed   | De dj, die voor de eerste keer een live-radio-uitzending moet verzorgen vanuit de disco.                                  |
| Valerie Landsburg | Frannie       | vriendin van Jeannie die samen de danswedstrijd in The Zoo hopen te winnen, zodat ze naar een concert van Kiss kunnen.    |
| Terri Nunn        | Jeannie       | vriendin van Frannie die samen de danswedstrijd in The Zoo hopen te winnen, zodat ze naar een concert van Kiss kunnen.    |
| Paul Jabara       | Carl          | nerd die samen met Ken op zoek is naar vrouwelijk schoon, maar in de onmogelijkste situaties terechtkomt                  |
| John Friedrich    | Ken           | nerd die samen met Carl op zoek is naar vrouwelijk schoon, maar in de onmogelijkste situaties terechtkomt                 |
| Mark Lonow        | Dave          | viert met zijn vrouw Sue hun vijfjarig huwelijk in een restaurant, maar daarna op haar aandringen in The Zoo terechtkomt. |
| Andrea Howard     | Sue           | viert met haar man Dave hun vijfjarig huwelijk in een restaurant en dringt hem aan om naar The Zoo te gaan.               |
| Marya Small       | Jackie        | Overdag een keurige mondhygiëniste, 's avonds een op pillen trippende discofreak.                                         |
| Debra Winger      | Jennifer      | schuchter meisje dat wordt meegenomen naar de disco door haar betweterige vriendin Maddy                                  |
| Robin Menken      | Maddy         | vriendin van Jennifer die niet zo door de wol geverfd is als ze zelf denkt.                                               |
| Donna Summer      | Nicole Sims   | beginnend discozangeres die niet van plan is zich keer op keer te laten wegsturen.                                        |
| Chick Vennera     | Marv Gomez    | Zelfbenoemd "leatherman" die enkel leeft om te dansen.                                                                    |
| DeWayne Jessie    | Malcolm Floyd | De roadie van The Commodores, die ervoor moet zorgen dat hun instrumenten om middernacht in de club zijn.                 |
| Chuck Sacci       | Gus           | Regelt met Shirley via de computer een date, maar dat pakt niet zo goed uit.                                              |
| Hilary Beane      | Shirley       | Regelt met Gus via de computer een date, maar dat pakt niet zo goed uit.                                                  |

## Verhaal
Sue wil dat haar saaie, zakelijke echtgenoot haar een avondje meeneemt naar de disco. Eigenaar Tony maakt een wedje met DJ Bobby dat hij Sue kan versieren. Dave krijgt van Jackie allerlei pilletjes, ze maakt hem wijs dat hij vanaf nu "Babbakazoo" heet, en hij zet zichzelf volledig voor gek. Carl en Ken lopen het ene blauwtje na het andere in hun verwoede pogingen vrouwelijk gezelschap te regelen. Frannie en Jeannie worden in eerste instantie door de portier buiten gezet, maar weten uiteindelijk door een wc-raam de disco in te komen. Jennifer wil graag mannen ontmoeten, maar stuit steeds weer op de negatieve reacties van haar vriendin Maddy. Nicole probeert stiekem in het deejayhok te komen zodat ze Bobby kan overhalen haar single te draaien. De botte vuilnisman Gus komt er tot zijn ontzetting achter dat de datingservice-per-computer hem heeft gekoppeld aan een vrouw die zeker een kop groter is dan hij. Roadie Floyd heeft een rit met hindernissen, de politie houdt hem aan op verdenking van het stelen van de instrumenten van The Commodores. Carl sluit zichzelf op in een trappenhuis, terwijl 'leatherman' Marv zijn vriend Ken, en later ook Frannie en Jeannie laat zien hoe je indruk maakt als danser. Floyd redt het om op tijd in The Zoo te zijn voor het optreden van The Commodores, maar voor die goed en wel klaar zijn om te beginnen, bestijgt Nicole het podium en steelt de show met haar single Last Dance. Frannie doet aan de danswedstrijd mee als Marvs danspartner, nadat ze zijn officiële partner naar een afgesloten trappenhuis heeft gelokt. Marv en Frannie winnen de wedstrijd. En ze hebben de smaak zo te pakken, dat ze niet naar huis gaan, maar in een volgende disco nog een andere danswedstrijd meepakken.